# Гежа
Гежа (рум. Gheja) — село у повіті Муреш в Румунії. Адміністративно підпорядковане місту Лудуш.
Село розташоване на відстані 273 км на північний захід від Бухареста, 39 км на захід від Тиргу-Муреша, 51 км на південний схід від Клуж-Напоки, 148 км на північний захід від Брашова.

## Населення
За даними перепису населення 2002 року у селі проживали 1585 осіб.
Національний склад населення села:
| Національність            | Кількість осіб | Відсоток |
| ------------------------- | -------------- | -------- |
| румуни                    | 1388           | 87,6%    |
| цигани                    | 143            | 9,0%     |
| угорці                    | 47             | 3,0%     |
| не вказали національність | 6              | 0,4%     |

Рідною мовою назвали:
| Мова                  | Кількість осіб | Відсоток |
| --------------------- | -------------- | -------- |
| румунська             | 1539           | 97,1%    |
| угорська              | 38             | 2,4%     |
| не вказали рідну мову | 6              | 0,4%     |